# یک اصفهانی در نیویورک
یک اصفهانی در نیویورک فیلمی به کارگردانی ماشاالله (شین) ناظریان و نویسندگی اسدالله سلیمانی‌فر محصول سال ۱۳۵۱ است.

## خلاصه داستان
هوشنگ، فرزند ميرزا (رضا ارحام صدر)، كه از زادگاهش اصفهان براي ادامه ي تحصيل به نيويورك رفته، به دام گروهي اوباش مي افتد و هزينه ي تحصيلي اش بر باد مي رود. نامزد او سوزان (روتا پانز) درصدد فرصتي است تا هوشنگ را از وضعي كه در آن گرفتار آمده برهاند. هوشنگ براي رفع گرفتاري هاي خود طي نامه اي بيست هزار دلار از پدر مطالبه مي كند و ميرزا، كه به تنگ آمده، فرزند ديگرش احمد (نصرت الله وحدت) را با پول درخواستي به نيويورك مي فرستد. سوزان به پيشواز احمد مي رود و موضوع را با او درميان مي گذارد. چمدان احمد توسط اوباشي كه هوشنگ را گرفتار كرده اند، در فرودگاه، به سرقت مي رود. احمد به كمك سوزان درصدد نجات برادرش و يافتن سارقان و چمدان برمي آيد و سرانجام موفق مي شود با تنبيه سارقان به چمدان دست يابد و همراه هوشنگ و نامزدش سوزان به ايران بازگردد.

## بازیگران
- نصرت‌الله وحدت
- رضا ارحام صدر
- سرور رجایی
- کلارا استپانیانس
- روتا پانز
- چت کارلین
- هرب دوال
- کانتن فلیتاس
- لی دویل
- کاتلین جویس
- ژیلا مهاجرانی
- مجتبی شیردل